# Reparti dell'esercito francese nella guerra d'indipendenza americana
Tenente generale: Jean-Baptiste Donatien de Vimeur de Rochambeau
Brigadier generale: Gilbert du Motier de La Fayette
- Reggimento fanteria "Agenois"
- Reggimento fanteria "Auxonne"
- Reggimento fanteria "Bourbonnois"
- Reggimento fanteria "Gatinois"
- Reggimento fanteria "Metz"
- Reggimento fanteria "Royal Deux-Ponts"
- Reggimento fanteria "Saintonge"
- Reggimento fanteria "Soissonois"
- Reggimento fanteria "Touraine"
- Legione dragoni "Lauzun"